# Jules Cardot
Jules Cardot (* 18. August 1860 in Stenay; † 22. November 1934 in Charleville bei Mezières)  war ein französischer Bryologe und Botaniker. Sein offizielles botanisches Autorenkürzel lautet „Cardot“.

## Leben und Wirken
Cardot war ein führender französischer Bryologe, der zuerst 1882 über Moose veröffentlichte und eng mit Ferdinand Renauld (1837–1910) zusammenarbeitete. Er interessierte sich vor allem für Moose aus exotischen Ländern wie Japan, Taiwan, Westafrika, Madagaskar, Mexiko und der Antarktis und publizierte unter anderem Monographien über die Moose der Gegend der Magellanstraße in Feuerland  (1908) und Madagaskar (1916).
Im Ersten Weltkrieg arbeitete er viel am Naturgeschichtsmuseum in Paris. 1919 wurde sein Herbarium in seinem Haus in Charleville durch die deutschen Besatzer mutwillig verwüstet und geplündert, so dass er beschloss den Rest an das Naturgeschichtsmuseum in Paris zu verkaufen (wozu das Museum finanzielle Unterstützung aus England und den USA erhielt). Ursprünglich wollte er sich ganz von der Botanik abwenden, hielt das aber nur kurze Zeit durch. Ab 1917 war er in Paris in der französischen Wirtschaftsbehörde für Indochina angestellt.
Er benannte rund 40 Gattungen und 1200 Arten von Moosen.

## Ehrungen
Für seine Monographien über Leucobryaceae und Fontinalaceae erhielt er 1900 den Montague-Preis der Academie des Sciences. Außer für Moose interessierte er sich auch für Rosengewächse. 1923 wurde er Ritter der Ehrenlegion. Nach ihm benannt wurden drei Moosgattungen Cardotia Besch. ex Cardot, Cardotiella Vitt und Neocardotia Thér. & E.B.Bartram.